# Košátky
Košátky jsou obec v okrese Mladá Boleslav ve Středočeském kraji. Rozkládá se asi dvacet dva kilometrů jihozápadně od Mladé Boleslavi. Žije zde 229 obyvatel. Obcí protéká Košátecký potok.

## Historie
První písemná zmínka o obci je z roku 1365. Na okraji obce se nalézá zámek Košátky s gotickou věží.

## Obyvatelstvo
| Rok            | 1869 | 1880 | 1890 | 1900 | 1910 | 1921 | 1930 | 1950 | 1961 | 1970 | 1980 | 1991 | 2001 | 2011 | 2021 |
| -------------- | ---- | ---- | ---- | ---- | ---- | ---- | ---- | ---- | ---- | ---- | ---- | ---- | ---- | ---- | ---- |
| Počet obyvatel | 380  | 365  | 365  | 336  | 313  | 330  | 358  | 312  | 384  | 307  | 326  | 238  | 138  | 203  | 228  |
| Počet domů     | 44   | 44   | 53   | 54   | 53   | 51   | 73   | 80   | 74   | 71   | 69   | 87   | 89   | 91   | 96   |

## Obecní správa

### Územněsprávní začlenění
Dějiny územněsprávního začleňování zahrnují období od roku 1850 do současnosti. V chronologickém přehledu je uvedena územně administrativní příslušnost obce v roce, kdy ke změně došlo:
- 1850 země česká, kraj Jičín, politický okres Nymburk, soudní okres Nové Benátky[6]
- 1855 země česká, kraj Mladá Boleslav, soudní okres Nové Benátky[6]
- 1868 země česká, politický okres Mladá Boleslav, soudní okres Nové Benátky[6]
- 1937 země česká, politický okres Mladá Boleslav expozitura Nové Benátky, soudní okres Nové Benátky[7]
- 1939 země česká, Oberlandrat Jičín, politický okres Mladá Boleslav expozitura Nové Benátky, soudní okres Nové Benátky[8]
- 1942 země česká, Oberlandrat Praha, politický okres Brandýs nad Labem, soudní okres Nové Benátky[9]
- 1945 země česká, správní okres Mladá Boleslav, expozitura a soudní okres Benátky nad Jizerou[10]
- 1949 Pražský kraj, okres Mladá Boleslav[11]
- 1960 Středočeský kraj, okres Mladá Boleslav[12]
- k 1. lednu 1990 Středočeský kraj, okres Mladá Boleslav, obec Kropáčova Vrutice[13]
- k 24. listopadu 1990 Středočeský kraj, okres Mladá Boleslav[13]

### Obecní symboly
Znak a vlajka byly obci uděleny rozhodnutím předsedy Poslanecké sněmovny Parlamentu České republiky dne 15. prosince 1998.

## Doprava
Silniční doprava
- Obcí prochází silnice III. třídy. Směrem na západ po 4 km lze dojet do Byšic na silnici I/16 Slaný - Mělník - Mladá Boleslav - Jičín.

Železniční doprava
- Obec Košátky leží na železniční trati 070 Praha - Mladá Boleslav - Turnov. Jedná se o jednokolejnou celostátní trať, doprava byla na trati zahájena roku 1865. Linka S3 (Praha-Vršovice - Mladá Boleslav) v rámci pražského systému Esko. Po trati 070 jezdí osobní vlaky i rychlíky, v pracovních dnech roku 2011 je to mezi Všetaty a Mladou Boleslaví obousměrně 5 rychlíků, 1 spěšný a 12 osobních vlaků.[15] Na území obce leží železniční zastávka Košátky, rychlíky i spěšné vlaky jí projíždějí.

Autobusová doprava
- V obci zastavovaly v pracovních dnech května 2011 příměstské autobusové linky Mladá Boleslav-Benátky nad Jizerou-Kropáčova Vrutice,Kojovice (3 spoje tam, 2 spoje zpět) a Mladá Boleslav-Bezno-Benátky nad Jizerou (1 spoj zpět) (dopravce TRANSCENTRUM bus, s.r.o.).[16]

## Společnost
Ve vsi Košátky s 330 obyvateli v roce 1932 byly evidovány tyto živnosti a obchody: 2 hostince, kolář, malíř, mlýn, pila, pokrývač, rolník, řezník, 2 obchody se smíšeným zbožím, spořitelní a záložní spolek, stavitel, 2 trafiky, velkostatek.

## Pamětihodnosti
- Zámek Košátky, původně vodní tvrz
- Hospodářský dvůr
- Mlýn v Košátkách
- Socha svatého Jana z Nepomuk
- Kaplička

## Významné osobnosti
- Marie Louisa Kirschnerová (1852-1931), malířka, designérka.
- Ossip Schubin (1854–1934), pražská německy píšící spisovatelka.
- Jan Brychta (1928-2013), malíř, ilustrátor.
- Otakar Čapek (1893-1967), spisovatel, zakladatel spolku "Psyché", politik, politický vězeň.
- Ondřej Nezbeda (*1979), novinář, spisovatel.

## Galerie

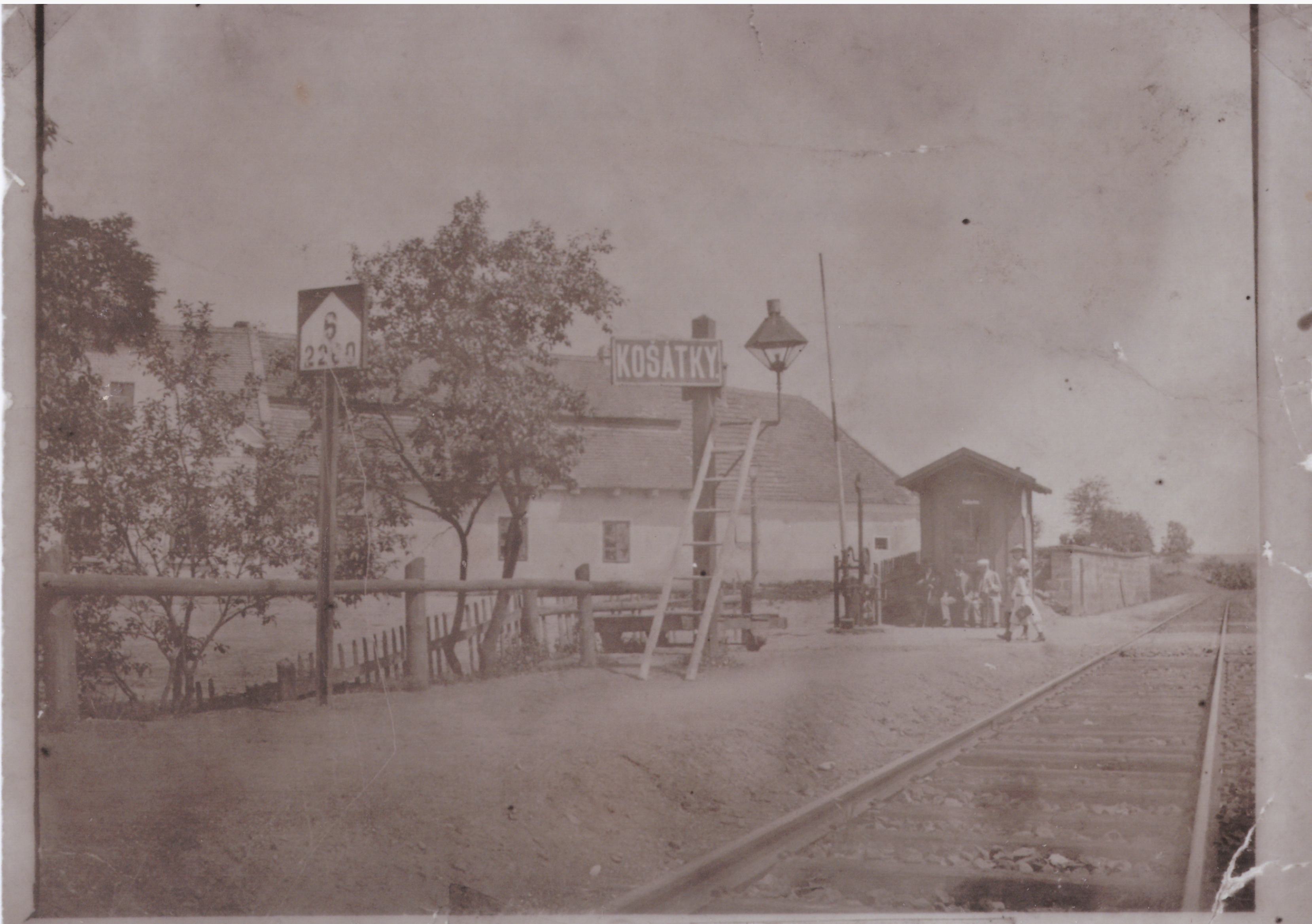
Fotografie zastávky v Košátkách (20. léta 20. století)
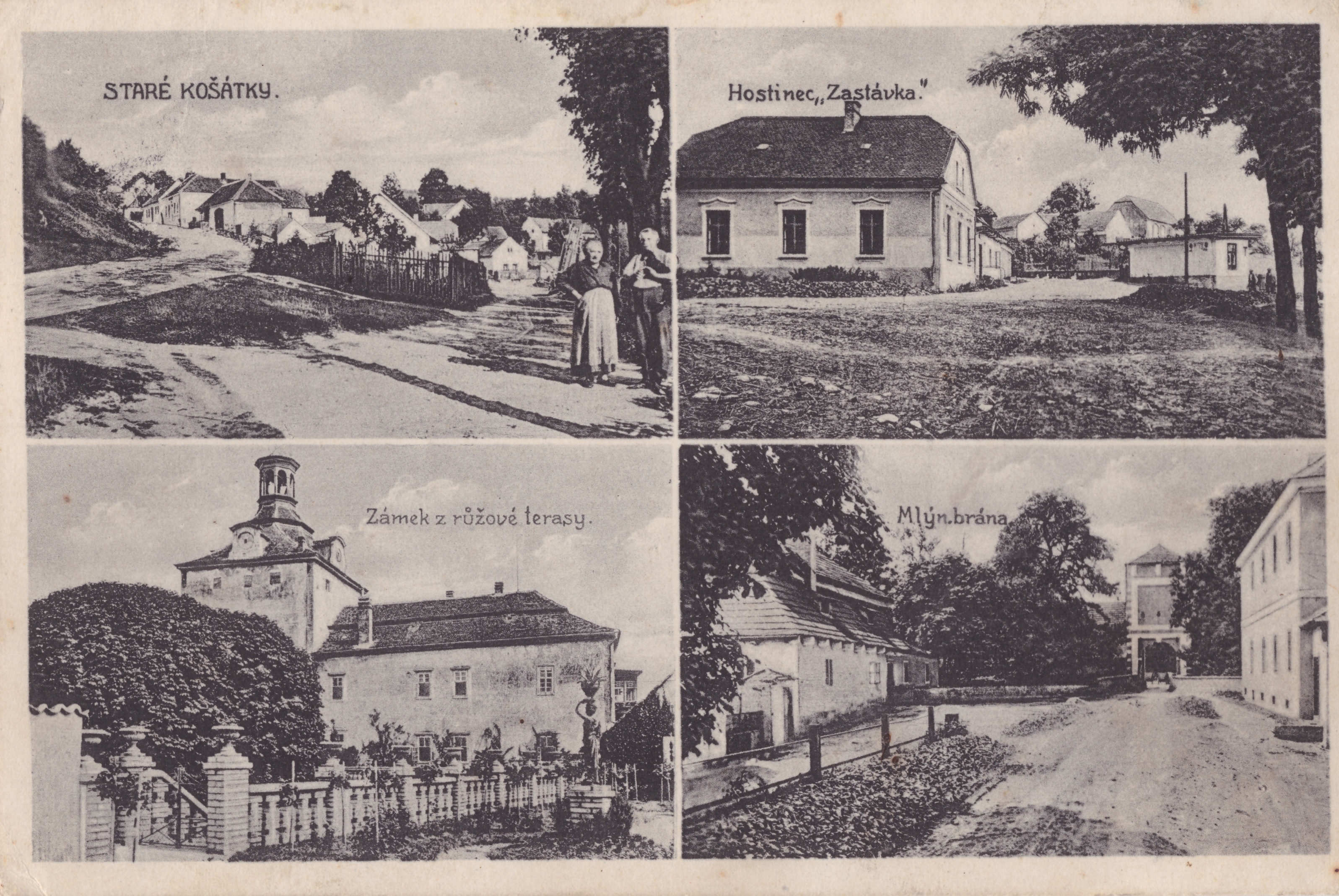
Historická pohlednice Košátky
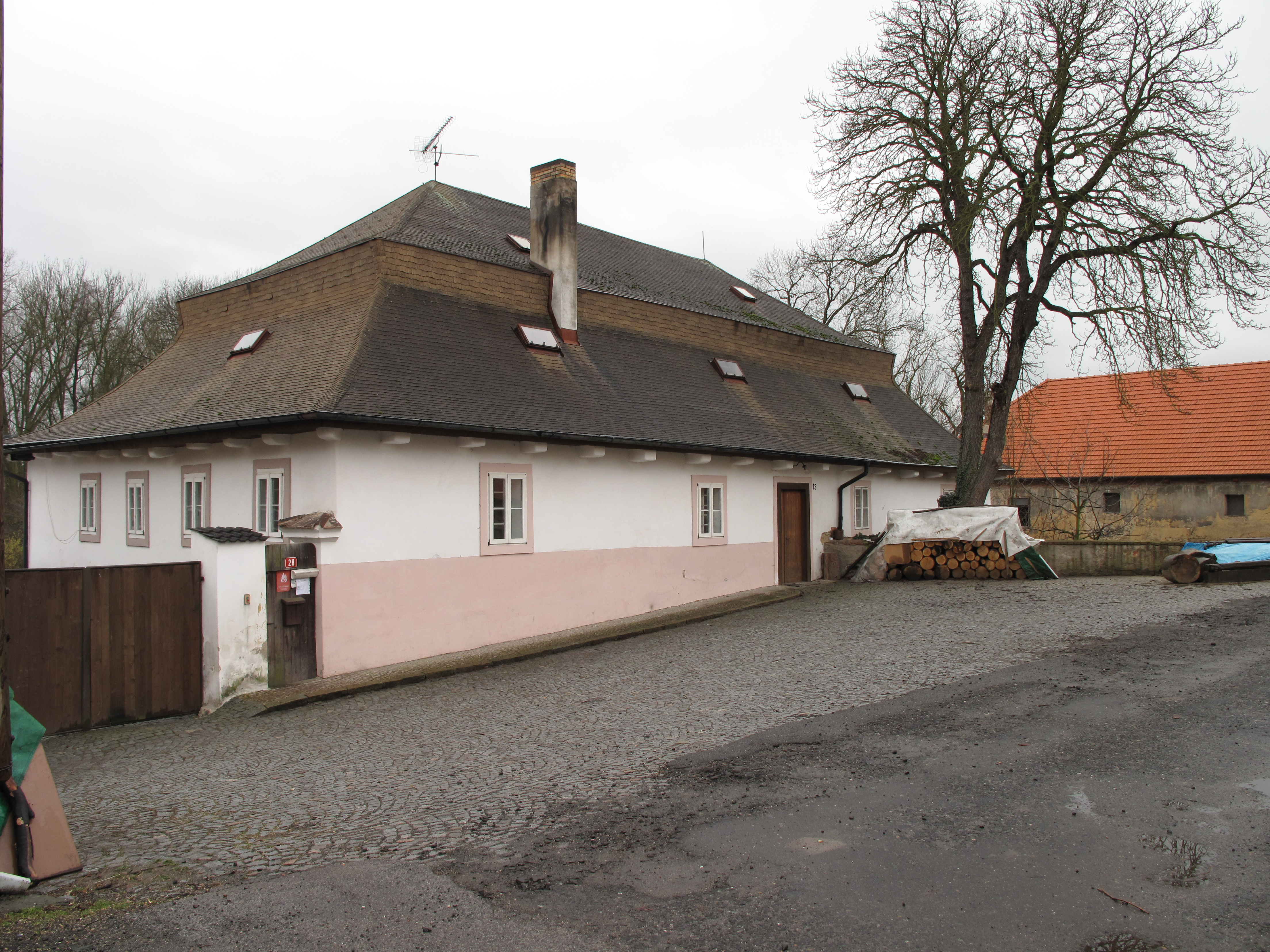
Mlýn v Košátkách
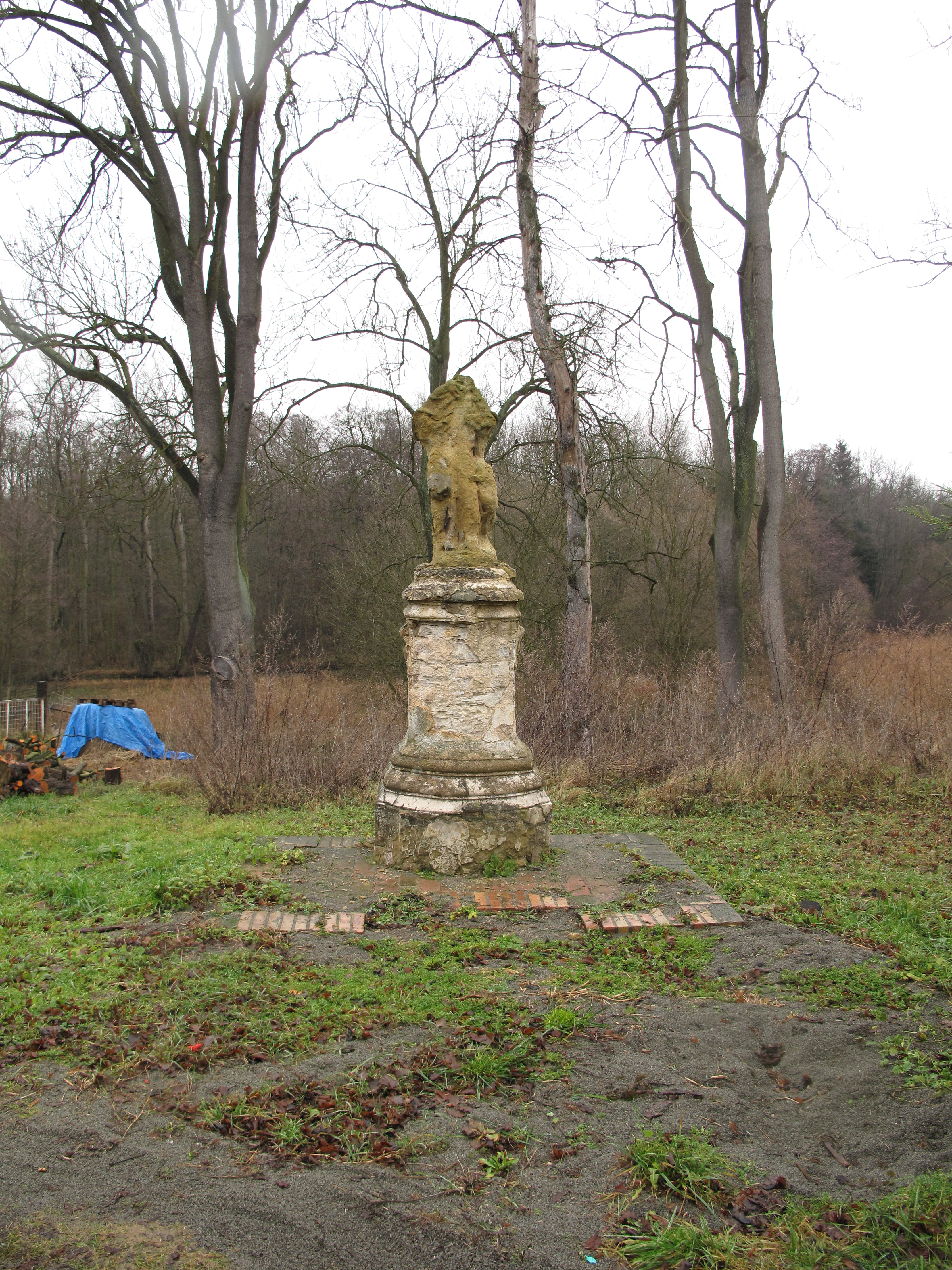
Socha svatého Jana Nepomuckého
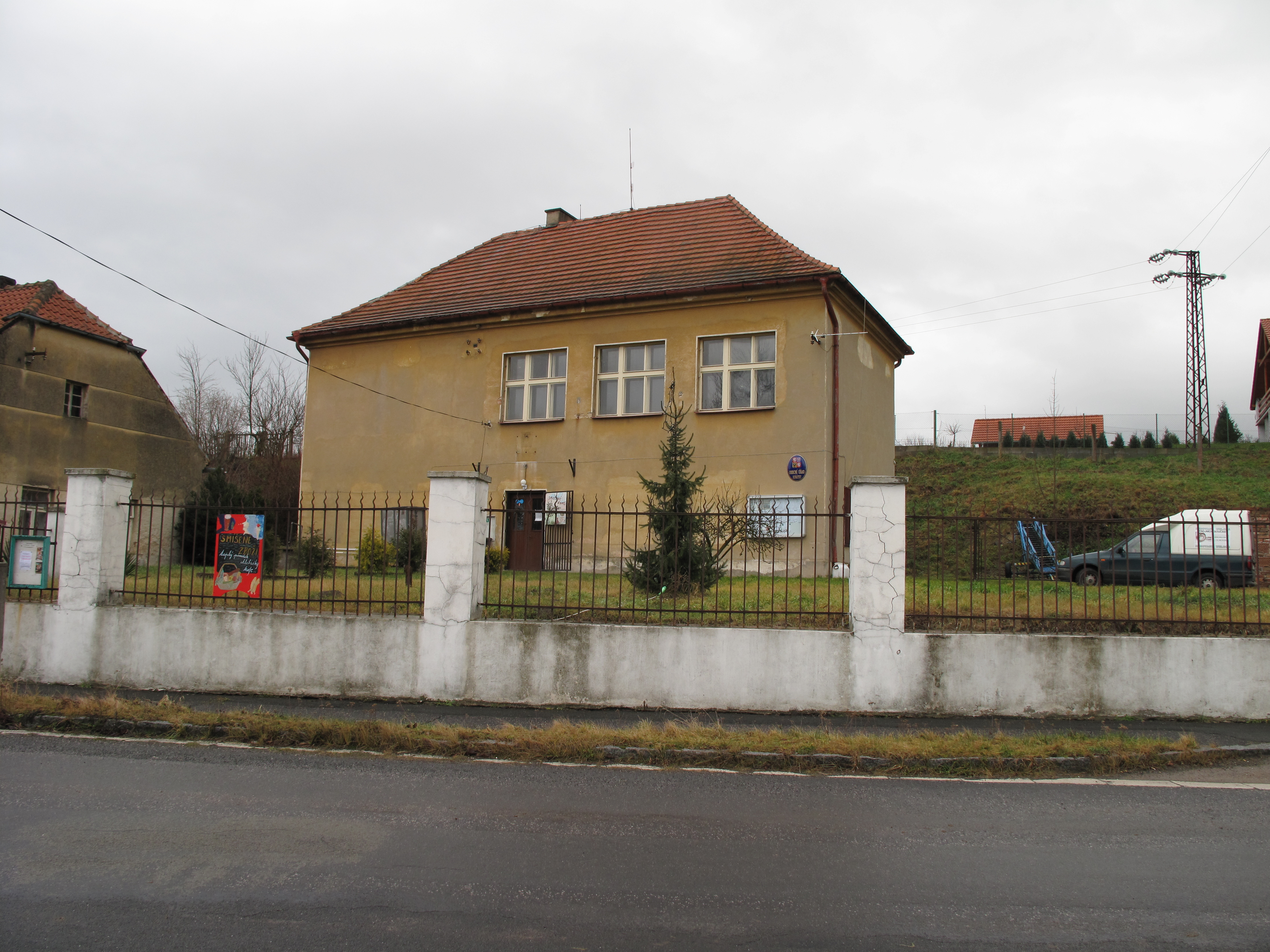
Budova obecního úřadu
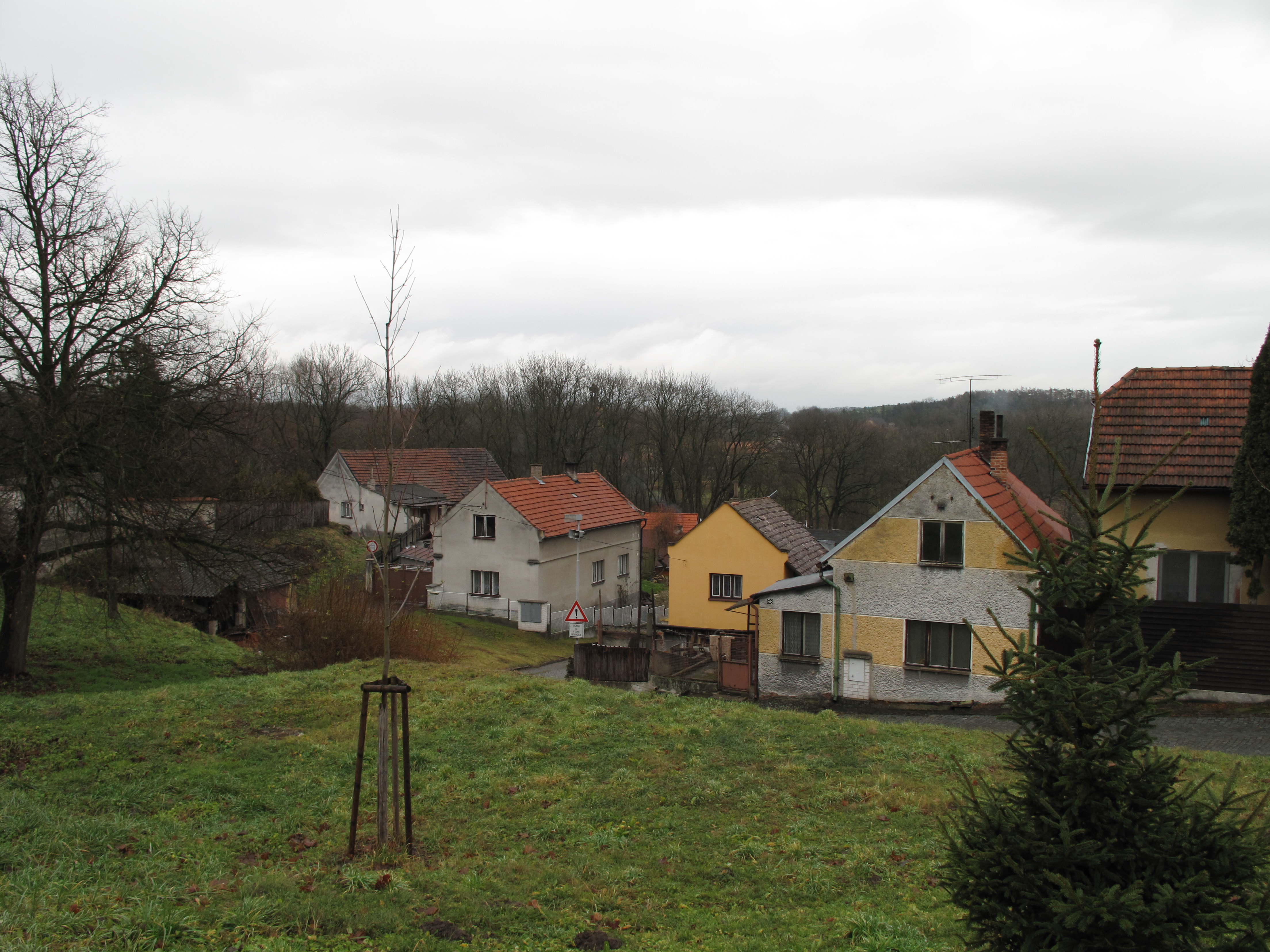
Košátky náves